# 福建省連江縣人民法院
福建省連江縣人民法院是中華人民共和國福建省福州市連江縣的基層人民法院。法院共有15个内设机构，另下辖东湖、东岱、官坂和黄岐人民法庭。